# UNI CEI 11352 - Energy Service Company
Le Energy Service Company (anche dette ESCo) sono società che effettuano interventi finalizzati a migliorare l'efficienza energetica, assumendo su di sé il rischio dell'iniziativa e liberando il cliente finale da ogni onere organizzativo e di investimento. I risparmi economici ottenuti vengono condivisi fra la ESCO ed il Cliente finale con diverse tipologie di accordo commerciale. 
La norma italiana che stabilisce i requisiti minimi per le società che vogliono svolgere il ruolo di Energy Service Company (ESCo) è la UNI CEI 11352:2014 "Gestione dell'energia - Società che forniscono servizi energetici (ESCo) - Requisiti generali e lista di controllo per la verifica dei requisiti" che sostituisce la versione precedente del 2010. Essa delinea i requisiti minimi dei servizi di efficienza energetica e le capacità (organizzativa, diagnostica, progettuale, gestionale, economica e finanziaria) che la ESCo deve possedere per poter offrire tali attività presso i propri clienti: assegna inoltre una lista di controllo per la verifica delle capacità delle ESCo. Tra i requisiti va ricordato la possibilità di avere un Esperto in Gestione dell'Energia (EGE, certificato secondo la norma UNI CEI 11339 o in possesso dei requisiti richiesti) nel proprio organico.

## Descrizione
Dalle modalità operative tipiche delle ESCO nel mercato, le ESCO possono essere definite in diversi modi:
1. “un'impresa che finanzia, sviluppa e installa progetti rivolti al miglioramento dell'efficienza energetica ed al mantenimento dei costi relativi alle attrezzature installate a tal scopo”
2. “un soggetto specializzato nell'effettuare interventi nel settore dell'Efficienza Energetica, assumendo per il cliente la necessità di reperire risorse finanziarie per la realizzazione dei progetti e il rischio tecnologico, in quanto gestisce sia la progettazione/costruzione, sia la manutenzione per la durata del contratto (compresa usualmente fra i cinque e i dieci anni)”
3. “una società che fornisce ai propri clienti (in genere utenti con significativi consumi di energia) un insieme di servizi integrati per la realizzazione, ed eventuale successiva gestione, di interventi per il risparmio energetico, garantendone i risultati ed i risparmi promessi, che viene compensata, in base ai risultati, con i risparmi conseguiti, eventualmente anche finanziando l'intervento”

Le ESCO possono formarsi con origini e caratteristiche diverse. Possono essere ad esempio:
- Società impiantistiche;
- Società di gestione e manutenzione di impianti;
- Società sorte ad hoc;
- Utilities o fornitori di combustibili o energia elettrica;
- Fornitori di componenti ed apparecchiature;
- Agenzie energetiche pubbliche o a capitale misto pubblico/privato.

Le ESCO non vanno confuse con un'altra categoria di società fornitrice di servizi energetici, l'Energy Service Provider Company (ESPC), che offre servizi energetici agli utenti finali, compresa la fornitura e l'installazione di apparecchiature efficienti e/o la messa a nuovo dell'edificio, la gestione e la manutenzione, la gestione degli impianti, la fornitura di energia.
Le ESPC possono essere consulenti specializzati nel miglioramento energetico, produzione di attrezzature o servizi ausiliari. Possono ottenere alcuni incentivi legati alla diminuzione dei consumi, ma questi non sono così netti come nell'approccio “ESCO”: una ESPC è pagata in percentuale in base all'entità dello studio o dell'installazione, non sulla base delle prestazioni del sistema proposto, quindi una ESPC non si assume rischi nel caso di funzionamento con prestazioni inferiori al previsto.

## Le ESCo per la normativa italiana di settore
La prima definizione di ESCo è stata data nel Decreto Legislativo 30 maggio 2008, n. 115 in cui la ESCo è definita come "persona fisica o giuridica che fornisce servizi energetici ovvero altre misure di miglioramento dell'efficienza energetica nelle installazioni o nei locali dell'utente e, ciò facendo, accetta un certo margine di rischio finanziario. Il pagamento dei servizi forniti si basa, totalmente o parzialmente, sul miglioramento dell'efficienza energetica conseguito e sul raggiungimento degli altri criteri di rendimento stabiliti."
In Italia il DM Ambiente 7 marzo 2012 ha definito i criteri ambientali minimi che le pubbliche amministrazioni devono inserire nei bandi di gara per l'acquisto dei seguenti servizi energetici degli edifici, affinché i relativi contratti d'appalto possano essere definiti verdi: tra i requisiti chiesti dal DM si segnala che "Oltre a quanto previsto dalle leggi vigenti, i candidati per essere ammessi alla gara d'appalto debbono avere capacità organizzativa, diagnostica, progettuale, gestionale, economica e finanziaria almeno pari a quelle previste dalla norma UNI CEI 11352 sulle società che forniscono servizi energetici e disporre di personale con le competenze tecniche necessarie a realizzare correttamente il servizio, riducendone gli impatti ambientali".

## Caratteristiche principali di una ESCO
In sostanza, gli elementi principali che distinguono le ESCO da altre società di servizi “tradizionali” sono:
1. la ESCO viene remunerata in base al risparmio conseguito. Il profitto della ESCO è legato al risparmio energetico effettivamente conseguito con la realizzazione del progetto. La differenza tra la bolletta energetica pre e post intervento migliorativo spetta alla ESCO in toto o pro-quota fino alla fine del periodo di pay-back previsto. Per la ESCO è molto importante rendicontare in modo preciso e chiaro i risparmi, per far questo si possono avvalere di protocolli di misura e verifica (M&V) come ad esempio il Protocollo internazionale di misura e verifica delle prestazioni (IPMVP).
2. la ESCO finanzia o procura il finanziamento per il progetto. La peculiarità operativa è quindi che gli interventi tecnici necessari ad ottenere i risparmi energetici non sono effettuati dal cliente, ma mediante investimenti sostenuti dalle stesse ESCO. L'utente di energia rimane così sgravato da ogni forma di investimento, e non dovrà preoccuparsi di finanziare gli interventi migliorativi dell'efficienza dei propri impianti.
3. la ESCO garantisce al cliente il risparmio energetico. L'obiettivo primario della ESCO è quindi ottenere un risparmio attraverso il miglioramento dell'efficienza energetica, per conto della propria clientela utente di energia.

## Settori di intervento
- produzione di energia da cogenerazione, anche in teleriscaldamento
- interventi di efficienza energetica nell'illuminazione
- miglioramento dell'efficienza dei consumi elettrici
- recupero energia termica da fumi esausti
- produzione di energia da fonti rinnovabili
- consulenza ESCO per il miglioramento dell'efficienza energetica degli usi finali
- riqualificazione energetica degli edifici

## Fasi di intervento
L'intervento offerto in genere dalle ESCO si articola in varie fasi:
- Diagnosi energetica di impianti e/o edifici dei clienti, con individuazione di sprechi, inefficienze ed usi impropri e un progetto di massima dei possibili interventi di miglioramento dell'efficienza energetica. In Italia la diagnosi energetica dovrebbe seguire le indicazioni della norma CEI UNI TR 11428/Ab;
- Verifica della rispondenza alla normativa vigente degli impianti del cliente, definizione degli interventi per la messa a norma e successiva garanzia di rispondenza ai requisiti;
- Elaborazione di studi di fattibilità con analisi tecnico-economica e scelta della soluzione più appropriata da offrire;
- Definizione del progetto esecutivo degli interventi da realizzare, con la redazione delle specifiche tecniche;
- Reperimento dei capitali per l'investimento;
- Realizzazione degli interventi, con acquisto delle apparecchiature richieste, installazione, messa in esercizio e collaudo;
- Finanziamento dell'intervento, con recupero dell'investimento effettuato in proprio tramite i risparmi conseguiti nei costi di esercizio storicamente sostenuti dal cliente (“finanziamento tramite terzi”);
- Esercizio degli impianti garantendone la resa ottimale;
- Acquisto e fornitura dei combustibili e dell'energia elettrica necessari per il funzionamento degli impianti;
- Gestione e manutenzione preventiva e correttiva, ordinaria e straordinaria degli impianti, per il periodo concordato, assicurandone il mantenimento in efficienza;
- Monitoraggio continuo degli impianti e verifica delle prestazioni e risultati conseguiti;
- Garanzia contrattuale sulle prestazioni fornite ed i risultati conseguiti, con assunzione in proprio dei rischi connessi con la realizzazione e gestione degli impianti e l'eventuale mancato raggiungimento delle prestazioni garantite;

- Pagamento dei servizi prestati sulla base dei risultati raggiunti e dei risparmi conseguiti.

Queste attività possono essere svolte dalla ESCO interamente o in parte, sia direttamente che subappaltando alcune delle attività, sempre però assumendone la responsabilità.

## Obiettivi
Grazie alla possibilità di accedere ad un servizio di esperti qualificati, sono raggiungibili i seguenti risultati:
- Migliorare la qualità dei servizi energetici a rete;
- Migliorare l'affidabilità degli impianti;
- Una maggiore rapidità nella realizzazione degli investimenti;
- Realizzazione di interventi ad alta efficienza energetica senza investimenti;
- Responsabilità della gestione trasferita alla ESCO;
- Risparmi nei costi di energia;
- Il rispetto ed il continuo aggiornamento normativo dei propri impianti;
- Soluzioni indirizzate alla risoluzione dei bisogni specifici;
- Costi operativi e di manutenzione più bassi e procedure ottimizzate in funzione delle prestazioni energetiche a lungo termine;
- Un accrescimento potenziale per il miglioramento delle condizioni ambientali all'interno della propria azienda/casa;
- Riduzione dei propri consumi, ma anche riduzione dei consumi primari d'energia.

## Struttura della norma
La norma è strutturata nei seguenti punti principali:
- 4: Requisiti generali
- 5: Attività facoltative
- 6: Lista di controllo per la verifica dei risultati

Sono inoltre presenti due appendici.
- A: Lista di controllo per la verifica dei requisiti
- B: Contenuti minimi dell'offerta di servizi energetici da parte delle ESCo